# 樟叶野桐
樟叶野桐（学名：Mallotus pallidus）为大戟科野桐属下的一个种。

## 扩展阅读
- 維基物種上的相關：樟叶野桐